# 大津インターチェンジ (滋賀県)
大津インターチェンジ（おおつインターチェンジ）は、滋賀県大津市朝日が丘にある名神高速道路のインターチェンジである。大津サービスエリアが併設されている。ここから大阪方面は大都市近郊区間となる。

## 概要
名神高速道路が建設された当時、現在の京都東ICが大津ICとして計画されていた。ただ、当時の大津ICが名古屋方面との出入口のみ設置する方向に一時期計画変更されており、ランプウェイが京都市方面のみとなることから、大津ICを名乗りながら大津市側からは利用しづらいことに大津市側から批判が上がった。そこで、当初大津SAのみの予定であった場所に急遽、神戸方面出入口のみ利用可能な大津ICが併設されることになり、最終的に名古屋方面も利用可能とすることになった。当初予定の大津ICは1963年7月16日、京都東ICに名称変更の上で設置された。玉突きで京都ICの仮称だったICも開業直前に京都南ICに名称変更している。
これまでは京都東IC方面から出口料金所へのルートと、入口料金所から瀬田西IC方面へのルートは途中で平面交差しており、入口料金所から入った車は交差点で一時停止する必要があった。これを解消し立体交差化すべく、2014年2月に工事が行われており、同年6月20日に立体交差が完成し、一旦停止せずに通行できるようになった。
かつてはこの交差点を利用して大津バスストップ（BS）に入る高速バスが存在したが、現在は大津BSに停車する高速バスは存在しない。
上下線とも、大津SAから一般道へ出ることはできるが、一般道から大津SAへ入ることはできない構造になっている。
2009年3月より開始された休日特別割引や、他の割引制度の大都市近郊区間外において東名・名神高速道路では最西地点となっている。

## 道路
- E1 名神高速道路（31番）

## 接続道路
- 滋賀県道56号大津インター線

### 間接接続
- 国道1号（国道8号重複）
- 滋賀県道103号大津停車場本宮線

## 料金所
- ブース数：6

### 入口
- ブース数：2
  - ETC専用：1
  - ETC・サポート：1

### 出口
- ブース数：4
  - ETC専用：2
  - サポート：2

## 周辺
- 琵琶湖
- 滋賀短期大学
- 滋賀短期大学附属高等学校
- 大津市立打出中学校
- 滋賀県庁
- びわ湖ホール
- 西日本旅客鉄道（JR西日本）東海道本線（琵琶湖線）大津駅
- びわ湖大津プリンスホテル
- 大津港
- 大津湖岸なぎさ公園

## 歴史
- 1963年（昭和38年）7月16日 : 名神高速道路尼崎IC-栗東ICの開通に伴い供用開始。
- 2005年（平成17年）3月26日 : 大津インターチェンジに接続し、大津市国分1丁目（石山高校前）に至る市道が開通[7]
- 2025年（令和7年）3月11日 : 料金所がETC専用になる[8]。

## 隣
E1 名神高速道路
(30-2)瀬田西IC - (31)大津IC/SA - (32)京都東IC